# Paruma
Ne doit pas être confondu avec Cerro Paruma.
Le Paruma est un volcan situé sur la frontière entre la Bolivie et le Chili. Mal connu, il est constitué d'un stratovolcan ayant émis des coulées de lave et il est le siège d'une activité fumerollienne.

## Toponymie
Le Paruma est aussi appelé en espagnol Volcán Paruma. Il ne doit pas être confondu avec le Cerro Paruma, un autre volcan situé juste à l'est du Paruma.

## Géographie
Le Paruma est situé dans le Nord du Chili et dans le Sud-Ouest de la Bolivie, sur la frontière entre ces deux pays. Administrativement, il se trouve dans la province bolivienne de Nor Lípez du département de Potosí au nord et dans la province chilienne d'El Loa de la région d'Antofagasta au sud. Le volcan est entouré à l'ouest par l'Olca, à l'est par le Cerro Paruma, au nord et au sud par des salars.
Ce stratovolcan culminant à 5 728 mètres d'altitude est couvert de coulées de lave dont l'une atteint sept kilomètres de longueur en direction du sud-est. Quelques fumerolles sont visibles sur le volcan.

## Histoire
L'histoire éruptive du Paruma est mal connue. Il a émis des coulées de lave au moins avant l'Holocène mais sa dernière éruption s'est produite à une date inconnue,. Sa seule activité volcanique est représentée par des fumerolles.